# Филимонов, Николай Иванович
Николай Иванович Филимонов (1804—1870) — русский драматург и переводчик.

## Биография
Из дворян Ярославской губернии. Родился в 1804 году в родовом имении, селе Дёхтеве (ныне Дёгтево), Ярославского уезда,  в семье отставного поручика, служившего в милиции. Образование получил в Демидовском высших наук училище, в котором окончил курс в 1821 году действительным студентом, а затем поступил на службу прапорщиком в Гренадерский наследного принца Прусского полк, откуда в начале 1830 года вышел в отставку с чином штабс-капитана. 
Возвратившись, на родину, Н. И. Филимонов служил здесь смотрителем холерного участка в Ярославском уезде (1830) и дворянским заседателем в уголовной палате и поверял документы 8-й ревизии в Угличе (1834). В 1835 году женился на дочери майора Юлии Меркуловой, в 1836 году оставил службу по прошению. С 1838 года жил в Петербурге, служил во Временном присутствии герольдии, в Департаменте разных податей и сборов, в Департаменте государственного коннозаводства. В 1842 или 1843 году вернулся в Ярославль. Оставил службу в 1844 году по болезни и семейным обстоятельствам. Снова жил в Петербурге в 1850—1853 годах.
Во время Крымской войны Николай Иванович Филимонов поступил в дружину № 129 государственного ополчения и был назначен командиром 4-й роты, но по делам службы оставлен в городе Ярославле. 
После того Филимонов два трехлетия был дворянским заседателем в гражданской палате. В 1850-х годах отпустил на волю многих своих крестьян. Его родовое имение было совершенно разорено из-за огромных долгов. Причиною этого были увлечения молодости и страсть к театру (таковой был устроен и в его имении). В 1860 году продал имение и купил сельцо Гридкино (Михайловское), но в 1867 году продал и его, чтобы рассчитаться с долгами. Жил в нужде, болел. Нередко старику приходилось жить в крестьянской избе, а умер он в земской больнице Ярославля 20 февраля (4 марта) 1870 года. 

## Творчество
В литературе дебютировал стихотворением «Иматрские пороги» (1832). По словам Л. Н. Трефолева, Филимонов был в хороших отношениях с Н. И. Хмельницким и Н. А. Полевым. Первой его пьесой, поставленной на сцене Александринского театра в 1836 году, был оригинальный водевиль «Билет пятиклассной лотереи»; затем, на той же сцене, по словам «Хроники петербургских театров» А. И. Вольфа, появились: оригинальные водевили «Круговая порука» (1840) и «Три рода воспитания» (1852), переводный — «Мельничиха в Марли» (1840) и оригинальная драма в стихах «Князь Серебряный» (1841), в которой дебютировала Вера Самойлова-Мичурина и которая представляет переделку повести Марлинского «Наезды». 
Наибольший успех из пьес Филимонова имел переводный водевиль «Мельничиха в Марли». По отзыву Белинского, водевиль этот, несмотря на всю запутанность и неправдоподобие, так хорошо шел на сцене, что бранить его — не поднималась рука. По словам Л. Н. Трефолева, в Петербурге было поставлено не пять, как указывает Вольф, а 14 пьес, и одна в Москве — водевиль в 2-х действиях «Гусарский офицер и уездная барышня». Кроме того, Филимонов перевел в стихах: с немецкого — драму в 5 действиях Гальма «Философский камень», а с французского — комедии Мольера «Школа мужей», «Сганарель» и «Мнимый рогоносец» (остались не поставленными, рукописи пропали) и комедию-водевиль Баяра, Дюмануара и Деннери «Сюзетта».